# Oliver Okuliar
Oliver Okuliar (* 24. května 2000, Trenčín) je slovenský hokejový útočník hrající za tým Florida Panthers v NHL.

## Ocenění a úspěchy
- 2018 SHL-20 - Nejtrestanější hráč
- 2018 MS-18 - Top tří hráčů v týmu

## Prvenství
- Debut v ČHL - 16. září 2022 (Mountfield HK proti Bílí Tygři Liberec)
- První gól v ČHL - 2. října 2022 (HC Verva Litvínov proti Mountfield HK, brankáři Šimonu Zajíčkovi)
- První asistence v ČHL - 18. října 2022 (Mountfield HK proti HC Sparta Praha)
- První hattrick v ČHL - 17. září 2023 (Mountfield HK proti Bílí Tygři Liberec)

## Statistiky

### Klubové statistiky
| Sezóna      | Klub                     | Soutěž      |    | Základní část | Základní část | Základní část | Základní část | Základní část |    | Play off | Play off | Play off | Play off | Play off |
| Sezóna      | Klub                     | Soutěž      | Z  | G             | A             | B             | TM            | Z             | G  | A        | B        | TM       |          |          |
| 2017/18     | HK Dukla Trenčín         | SLH-20      | 37 | 24            | 40            | 64            | 137           | 18            | 10 | 14       | 24       | 56       |          |          |
| 2017/18     | HK Dukla Trenčín         | SLH         | 1  | 0             | 0             | 0             | 0             | —             | —  | —        | —        | —        |          |          |
| 2017/18     | HK Orange 20             | SLH         | 5  | 0             | 0             | 0             | 2             | —             | —  | —        | —        | —        |          |          |
| 2017/18     | HK 95 Považská Bystrica  | 1. SLH      | 4  | 0             | 0             | 0             | 6             | —             | —  | —        | —        | —        |          |          |
| 2017/18     | HK Orange 20             | 1. SLH      | 5  | 1             | 3             | 4             | 6             | —             | —  | —        | —        | —        |          |          |
| 2018/19     | Sherbrooke Phoenix       | QMJHL       | 66 | 14            | 28            | 42            | 46            | 10            | 1  | 3        | 4        | 6        |          |          |
| 2019/20     | Lethbridge Hurricanes    | WHL         | 55 | 33            | 35            | 68            | 51            | —             | —  | —        | —        | —        |          |          |
| 2020/21     | MHk 32 Liptovský Mikuláš | SLH         | 6  | 3             | 5             | 8             | 14            | —             | —  | —        | —        | —        |          |          |
| 2020/21     | HK Dukla Trenčín         | SLH         | 41 | 17            | 22            | 39            | 76            | 10            | 1  | 4        | 5        | 24       |          |          |
| 2021/22     | SaiPa                    | Liiga       | 56 | 8             | 10            | 18            | 55            | —             | —  | —        | —        | —        |          |          |
| 2022/23     | Mountfield HK            | ČHL         | 39 | 13            | 16            | 29            | 39            | 18            | 3  | 9        | 12       | 18       |          |          |
| 2023/24     | Mountfield HK            | ČHL         | 52 | 24            | 21            | 45            | 53            | 8             | 0  | 2        | 2        | 4        |          |          |
| ČHL celkově | ČHL celkově              | ČHL celkově | 91 | 37            | 37            | 74            | 92            | 26            | 3  | 11       | 14       | 22       |          |          |
| SLH celkově | SLH celkově              | SLH celkově | 53 | 20            | 27            | 47            | 92            | 10            | 1  | 4        | 5        | 24       |          |          |

### Reprezentace
| Rok                       | Tým                       | Soutěž                    | Z  | G | A | B  | TM |
| ------------------------- | ------------------------- | ------------------------- | -- | - | - | -- | -- |
| 2018                      | Slovensko18               | MS-18                     | 5  | 4 | 4 | 8  | 6  |
| 2020                      | Slovensko20               | MSJ                       | 5  | 2 | 2 | 4  | 16 |
| Juniorská kariéra celkově | Juniorská kariéra celkově | Juniorská kariéra celkově | 10 | 6 | 6 | 12 | 22 |